# Grotella blanchardi
Grotella blanchardi är en fjärilsart som beskrevs av Mc Elver 1966. Grotella blanchardi ingår i släktet Grotella och familjen nattflyn. Inga underarter finns listade i Catalogue of Life.